# 市川房枝
市川 房枝（いちかわ ふさえ、1893年〈明治26年〉5月15日 - 1981年〈昭和56年〉2月11日）は、日本の婦人運動家、政治家。元参議院議員（5期）。
1924年に「婦人参政権獲得期成同盟会」を結成。婦人参政権運動を主導した。終戦直後の1945年11月3日には「新日本婦人同盟」を結成。公職追放を受けるも、解除後の1950年に同団体を「日本婦人有権者同盟」に改称し、国会と女性を結び付ける運動を推し進めた。1953年に参議院議員に初当選。政界浄化、女性の地位や権利の向上に尽力した。

## 生涯

### 生い立ち

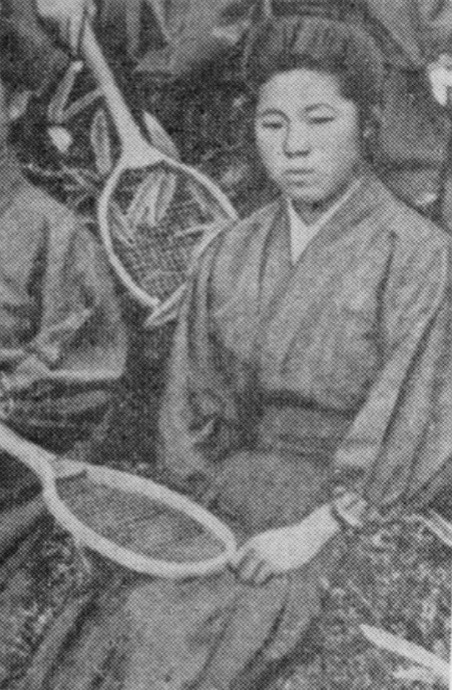
愛知県第二師範学校女子部時代（1910年）

愛知県中島郡明地村字吉藤（現：一宮市明地）に生まれた。男2人、女4人の6人きょうだいで、市川は三女。誕生名は「ふさゑ」。家は代々農業を営み、市川が生まれた頃は7、8反の土地をもっていた。父の藤九郎は、1848年（嘉永元年）生まれで、一時商売をしていたが、基本的に農夫として一生を過ごし、暴力をふるう男だった。母のたつは、1859年（安政6年）生まれで藤九郎の隣村の農家に生まれた女性である。母は19歳の時に11歳年上の藤九郎と結婚した。父親は自分の生業の農業に否定的であった。教育熱心の父親は、長男の藤市を小学校の教師から東京の政治学校の学生、米国の大学の留学生に育てた。また長女は奈良県の女子師範学校生になった。房枝の妹は名古屋市の淑徳女学校に進学した後に渡米、アメリカの日系人と結婚した。
明地村立明地尋常小学校を出たのち、1903年（明治36年）4月に起町外三ヶ村学校組合立西北部高等小学校に入学した。4年の二学期が終わった頃に村に朝日尋常高等小学校ができたため転校した。卒業後、米国にいる兄の藤市がお金を工面し、市川は上京。三輪田高等女学校の3年の補欠試験を受けるが不合格。
1908年（明治41年）4月に女子学院に入学し、7月に郷里に戻った。帰郷すると間もなく萩原町立萩原尋常小学校（現・一宮市立萩原小学校）の代用教員の口がかかり、9月から出勤した。
1909年（明治42年）1月27日、尋常小学校準教員免許を取得。ほどなく、次姉が通っていた額田郡岡崎町（現・岡崎市六供町）の愛知県第二師範学校女子部に進むことを考えた。当時、師範学校は月謝もなく、寄宿舎の費用も無料であった。一年一着の袴と夏冬に着物一枚ずつが支給された。そして卒業後5年間、県内の小学校に勤務する権利と義務が与えられていた。独立の職業がもてるため少女たちの入学希望者が多く、第二師範学校の場合、応募者は定員約30人に対し毎年2、3倍あった。試験はむずかしいとされていたが、市川は本科1年の補欠試験に合格し、同年4月に入学。寄宿舎に入り、岡崎では3年学んだ。テニスに夢中になり、同じ六供にあった岡崎町立高等女学校（現・愛知県立岡崎北高等学校）との対抗マッチでは優勝した。
1912年（明治45年）4月、西春日井郡金城村（現・名古屋市西区天神山町）に新設された愛知県女子師範学校に移る。同年7月、新校長の良妻賢母教育に反発。同級生28人と授業ストライキを実施し、28か条の要求書を提出した。
1913年（大正2年）、愛知県女子師範学校卒業。同校の第1回卒業生となる。同年4月、母校の朝日尋常高等小学校の訓導に任命される。1914年（大正3年）4月、名古屋市の第二高等小学校に転任。

### 新婦人協会を設立

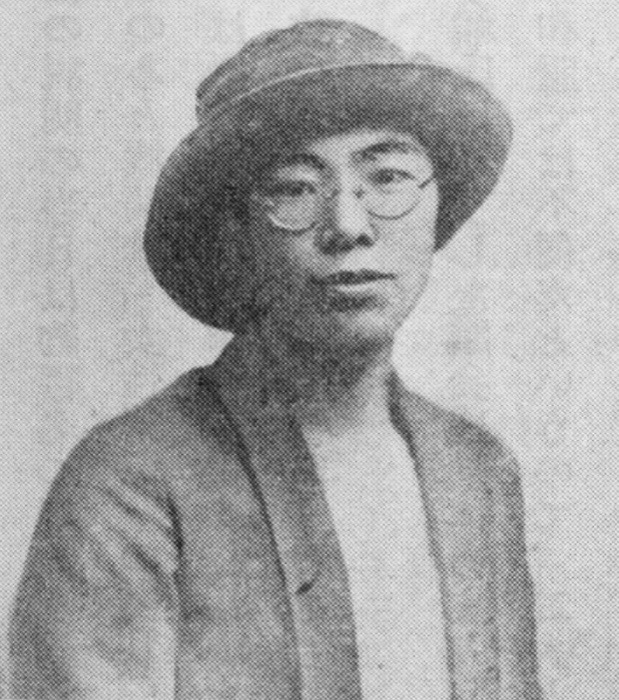
新婦人協会時代

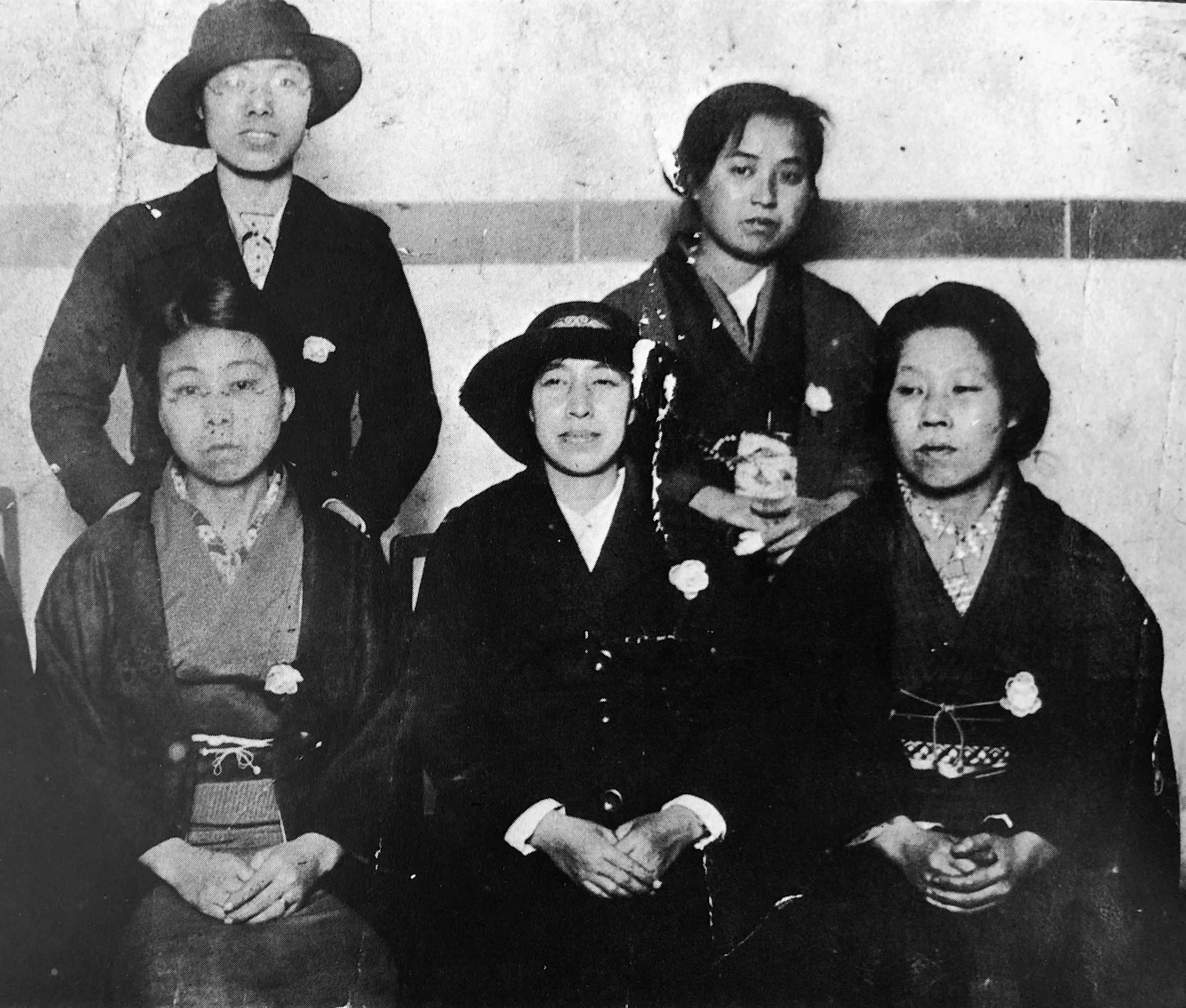
前列左から長谷川初音、平塚らいてう、賀川ハル。後列左から市川房枝、奥むめお。1920年3月撮影。

1920年代前半。中央が市川。

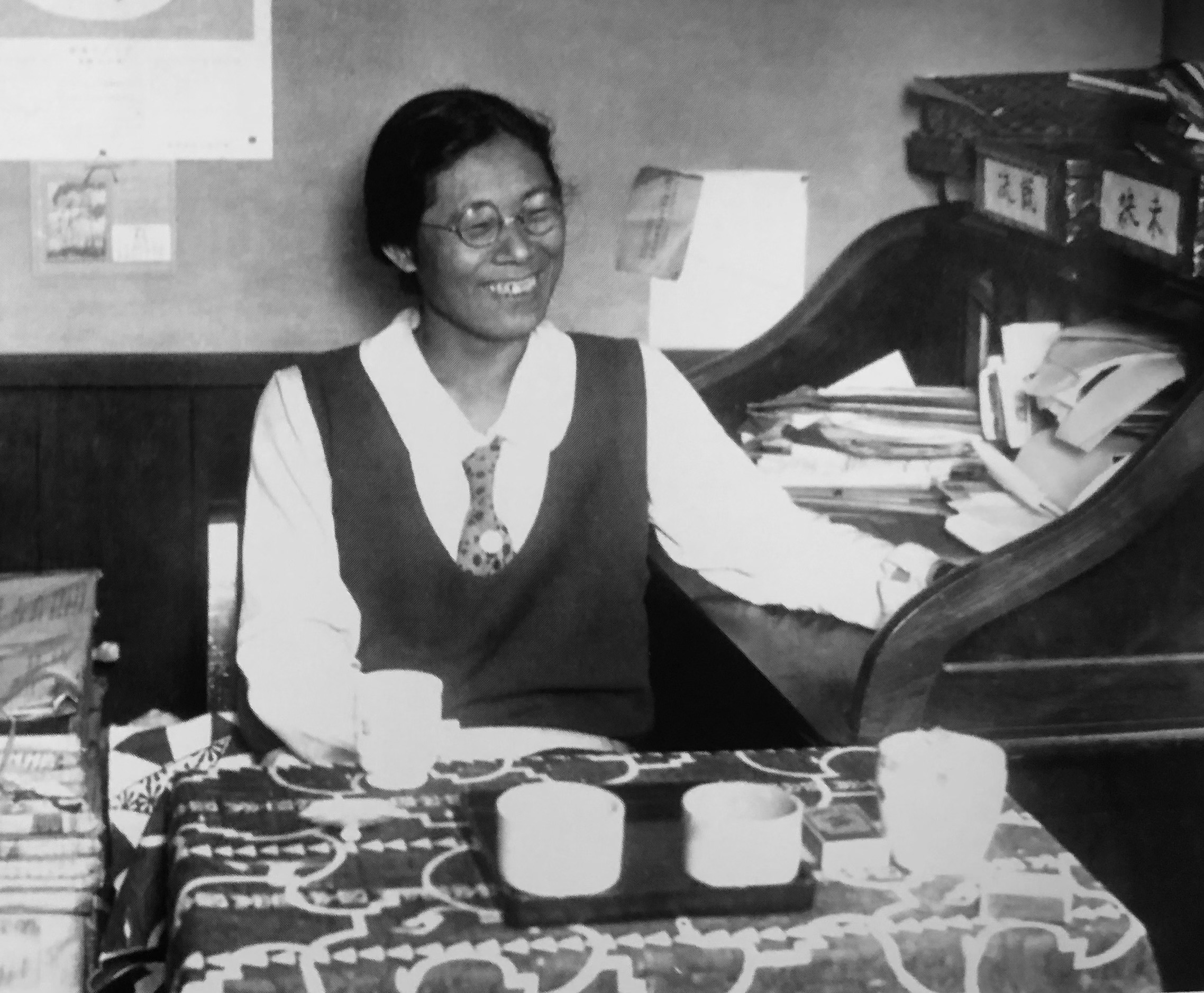
婦選獲得同盟の事務所にて（1931年7月22日）

1917年（大正7年）3月、病気のため退職。文化人グループで旧知の間柄だった小林橘川の紹介で、同年7月10日に名古屋新聞社（現在の中日新聞社）に入社、記者となった。十数人いた記者のうち、女性は市川だけだった。1918年（大正7年）8月、同社を退職し上京。
1919年（大正8年）に平塚らいてうらと日本初の婦人団体「新婦人協会」を設立した。女性の集会結社の自由を禁止していた治安警察法第五条の改正を求める運動を展開。
1921年（大正10年）7月、読売新聞特派員として渡米。シカゴやニューヨークで働きながら、アメリカ合衆国の婦人運動や労働運動を見学し、アリス・ポールやキャリー・チャップマン・キャットとも面会する。
1924年（大正13年）1月、帰国。同年12月13日、「婦人参政権獲得期成同盟会」を結成。男子普通選挙が成立した1925年（大正14年）には同盟会を「婦選獲得同盟」と改称し、政府・議会に婦人参政権を求める運動を続けた。1924年（大正13年）には国際労働機関（ILO）の職員となり、女性の深夜労働などの実態調査を行った（1927年（昭和2年）辞職）。
1930年（昭和5年）に「第1回婦選大会」を開催。同年に婦人参政権（公民権）付与の法案が衆議院で可決されるが、貴族院の反対で実現に至らなかった。他にも母子保護や、生活防衛などを目的とした様々な運動に関わった。東京婦人会館の評議員を務めるのは1937年（昭和12年）前後である。

### 翼賛体制との関わり

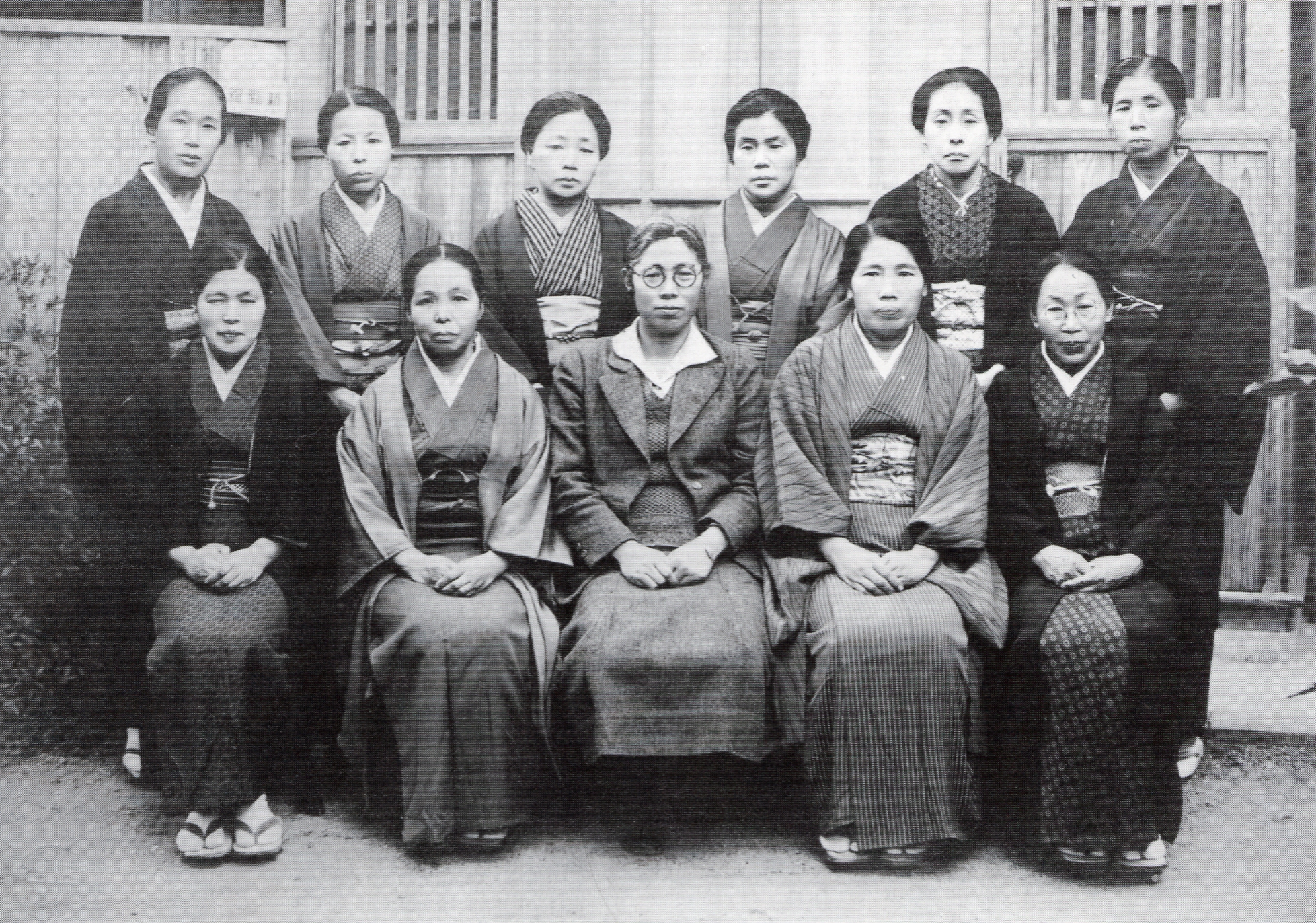
愛知県第二師範学校女子部または愛知県女子師範学校の同窓生たちと。市川は前列中央（1941年）

市川は国策（戦争遂行）への協力姿勢をみせることで、婦人の政治的権利獲得を目指す方針をとり評論活動を行った。1940年（昭和15年）に婦選獲得同盟を解消し「婦人時局研究会」へ統合。1942年（昭和17年）に婦人団体が大日本婦人会へ統合。大政翼賛会を中心とした翼賛体制に組み込まれ、市川は大日本言論報国会理事に就任。
1943年（昭和18年）12月、東京都南多摩郡川口村（現・八王子市）で講演。
1944年（昭和19年）6月、市川は疎開に踏み切った。講演を通じて縁ができた川口村の村長に「大事な書籍や資料を疎開させたい」と打診したところ、お大尽と言われていた地元の出征軍人が二間の離れと蔵を貸してくれることとなった。真下ミサオとともに移り住み、休日の日曜日は、大家から借りた30坪ほどの土地を開墾して、野菜を育てた。土地は家から4キロほど離れていたうえに、もともとは林だった。女手だけで木を倒し、根っこを掘り起すところから始め、木や根っこは燃料にするため、縄につけて手で引っ張って運んだ。

### 婦人参政権の実現

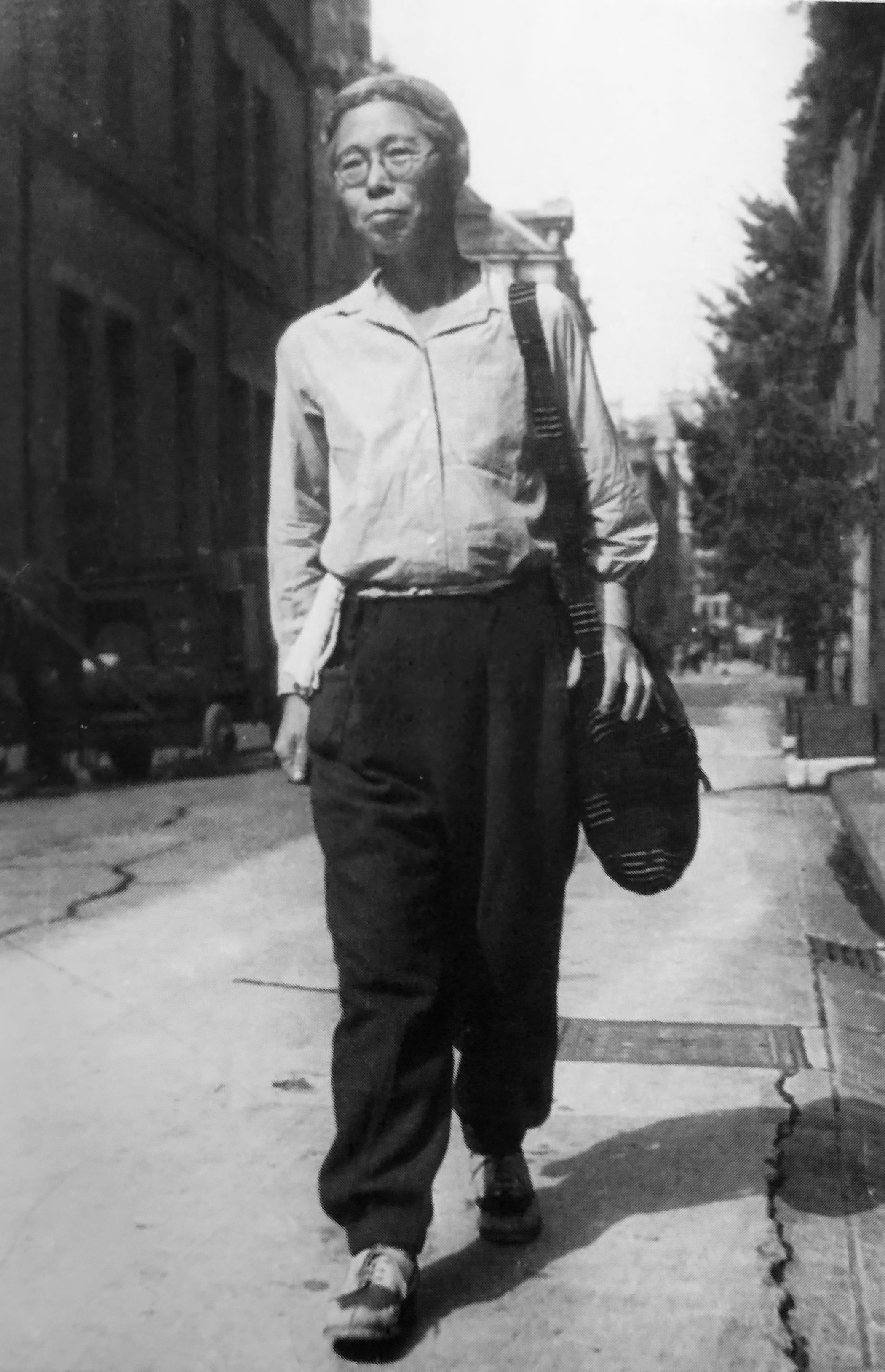
1945年9月

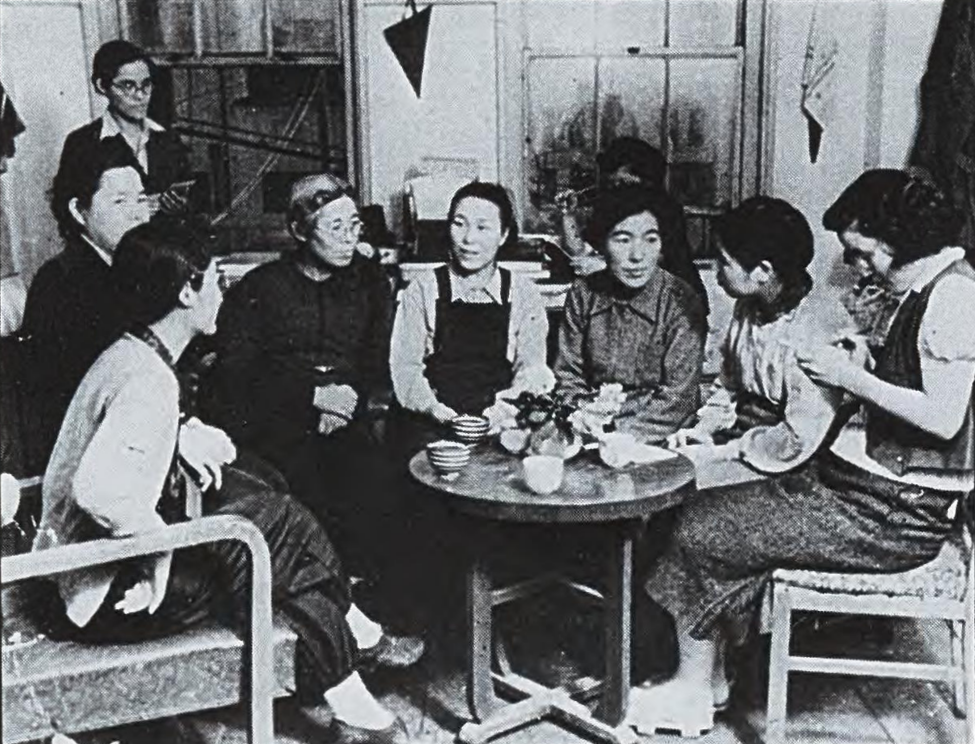
1945年11月3日に「新日本婦人同盟」を結成。

1945年（昭和20年）8月15日、東京で焼け残った部屋を貸してもらう交渉をしていた長田幹彦の家で、市川は玉音放送を聞いた。同月18日まで東京に滞在。婦人解放の相談のため友人を訪ね歩いた。同年8月25日には久布白落実、山高しげり、赤松常子らと共に「戦後対策婦人委員会」を組織し、各方面への運動を開始した。
初めに友人を介して、東久邇宮稔彦王首相を訪ね、「アメリカから婦人参政権を与えられる前に、日本政府から先に、婦人参政権を制定すると言ってください」と頼んだ。東久邇宮は「考えておきましょう」と答えた。危ないと思った市川は陸軍省に行くが、応対した次官は「戦争に負けて僕たちは何の権限もないので僕たちのところに来ても無駄です」と答えた。同年10月、鳩山一郎は河野一郎、芦田均らとともに日本自由党を結党。市川は友人と二人で、麻布の石橋正二郎の家に一時的に住んでいた鳩山を訪ね、鳩山と妻の薫と面会。婦人参政権を自由党の政策の中に入れてくれと頼んだ。鳩山はすぐに「それは賛成だ」と答え、話が終わると、市川に自由党に入ってくれないかと言った。市川は「私はどの政党にも入りません」と答えた。
同年10月9日、東久邇宮内閣が総辞職し、幣原喜重郎が内閣総理大臣に就任した。10月10日、市川とも交流があった内務大臣の堀切善次郎が初閣議で婦人参政権の実現を提案し、幣原内閣は「20歳以上の国民に男女の別なく選挙権を与える」ことを閣議決定した。翌11日、連合国軍最高司令官のダグラス・マッカーサーは幣原に対し、口頭で、婦人参政権の付与を含む「五大改革指令」を命じた。
月刊誌『婦人画報』11月号は「婦人参政権への道」と題し、巻頭で市川の活動を特集した。田村茂が撮ったポートレートも掲載された。
同年11月3日、戦後初の婦人団体「新日本婦人同盟」を結成し会長に就任。12月17日には衆議院議員選挙法改正で婦人参政権（男女普通選挙）が実現した。
1946年（昭和21年）4月10日に行われた第22回衆議院議員総選挙では39人の女性議員が誕生した。市川は自ら立候補せず、また有権者名簿の登録漏れのため投票もできなかったが、総選挙を機に、女性たちが主体的に政治に参画していくための啓発と教育が必要と考え、同年12月、渋谷区代々木に「婦選会館」を立ち上げた。

### 公職追放
1947年（昭和22年）3月24日、戦時中に大日本報国言論会理事であったとの理由により公職追放を受ける。市川は公職追放になった最初の女性だった。
1950年（昭和25年）10月13日、公職追放解除。同年11月9日には新日本婦人同盟の臨時総会において、団体の名称が「日本婦人有権者同盟」と改称され、市川が会長に復帰。
1951年（昭和26年）11月2日、「公娼制度復活反対協議会」を結成し、売春禁止運動を起こす。
同年12月19日、平塚らいてう、上代たのらと「再軍備反対婦人委員会」を結成。

### 参議院議員へ

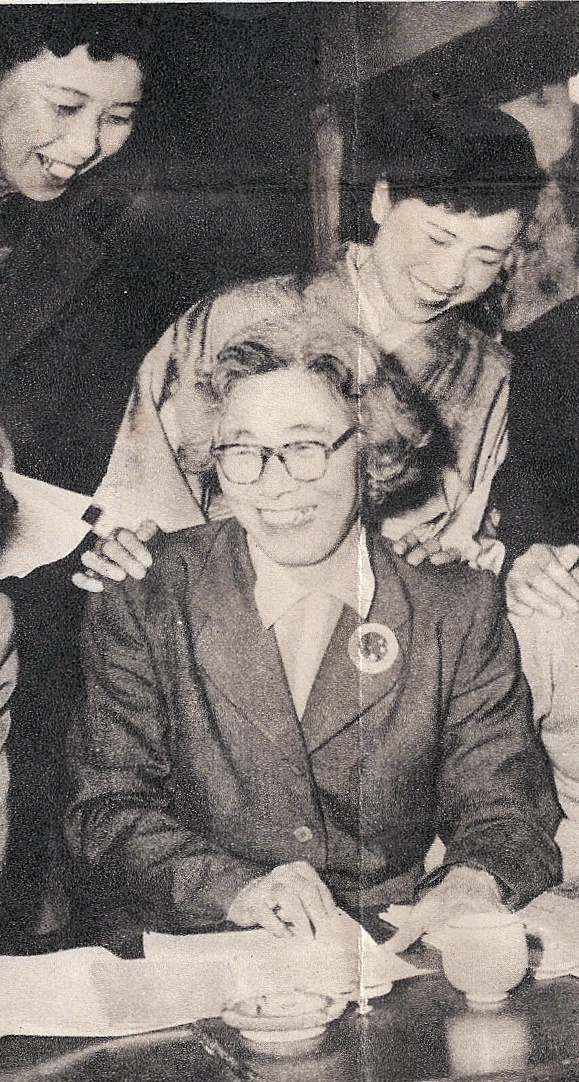
参院選初当選時の市川と支援者（1953年4月）

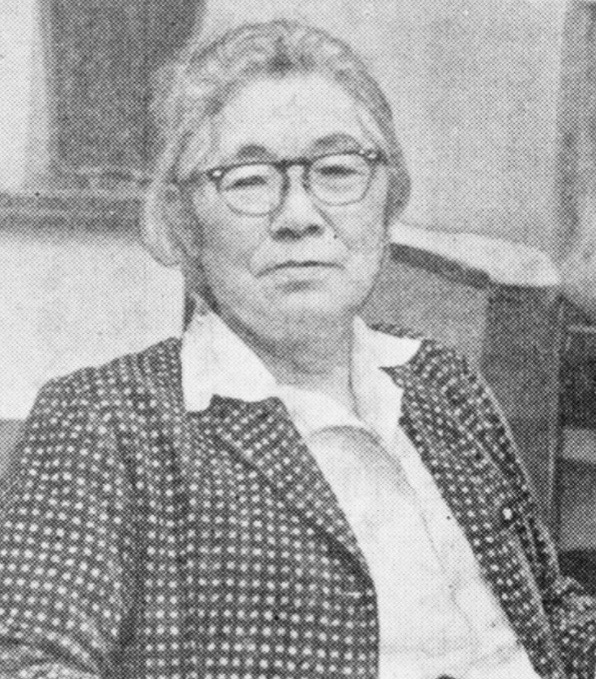
1961年頃

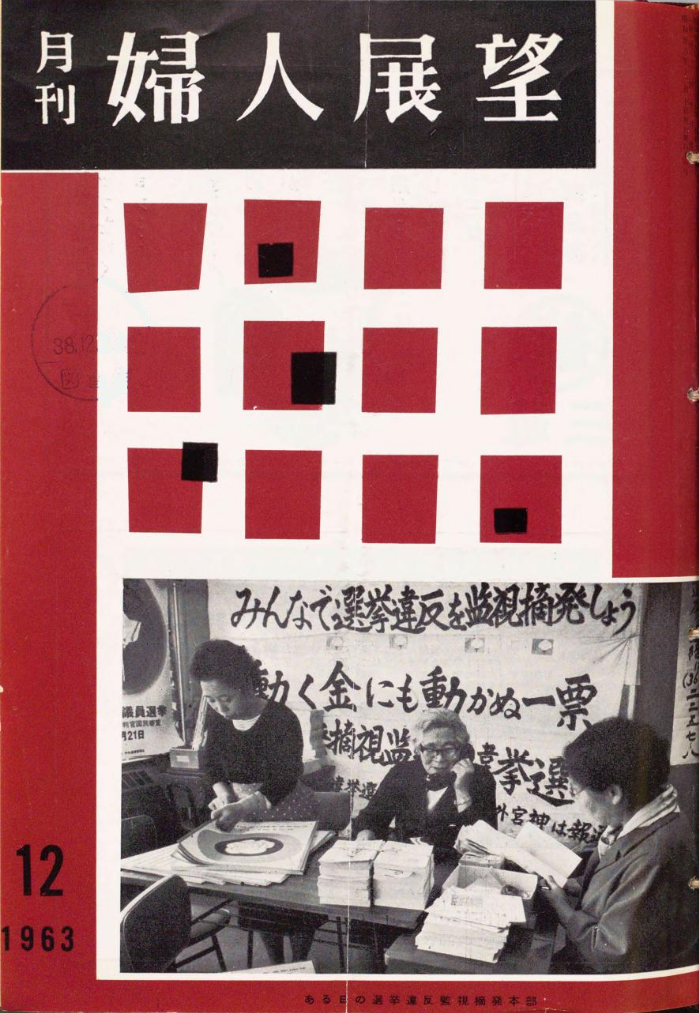
『月刊婦人展望』1963年12月号

1953年（昭和28年）3月23日、日本婦人有権者同盟会長を辞任。同年4月24日に行われた第3回参議院議員通常選挙に東京都選挙区（改選数4）から無所属で立候補し初当選した。
組織に頼らず個人的な支援者が手弁当で選挙運動を行う選挙スタイルを生涯変えず、「理想選挙」とまで言われた。市川は自らの選挙手法を他の候補者にも広めようとしてさまざまな選挙浄化運動に参加した。国会内では政党に属さず、無所属議員の集合体である第二院クラブに所属して活動を行った。石原莞爾を「高潔な人格者」「立派な軍人だと思います」と高く評価したり、1963年（昭和38年）結成の「麻薬追放国土浄化同盟」に加入し、右翼の大物、田中清玄や暴力団・山口組組長の田岡一雄、オールド・ライトの小説家、山岡荘八に協力したりもした。
1954年（昭和29年）7月1日、婦人問題研究所から専門誌『婦人界展望』を発刊。
1962年（昭和37年）10月2日、渋谷区代々木につくった婦選会館は「財団法人婦選会館」となり、婦人問題研究所と統合した。『婦人界展望』も編集方針を一部変更し、1963年1月号から誌名を『婦人展望』に変えた。
1964年（昭和39年）11月30日、徳島ラジオ商殺し事件で有罪判決が確定した冨士茂子の無実をはらすため、市川、池田みち子、大原富枝、神近市子、北林谷栄、小夜福子、瀬戸内晴美、奈良岡朋子、三宅艶子、由起しげ子ら10人は「徳島事件の公正裁判を要請するアピール」を行った。また同日、仮出所の嘆願書を提出した。
1965年（昭和40年）7月、第7回参議院議員選挙で3期目の当選を果たす。
同年10月15日、「国民参政75周年・普通選挙40周年・婦人参政20周年記念式典」が日本武道館で開かれた。天皇皇后が出席し、約6千人が参加したこの式典で、10名に対し特別顕彰があった。婦人参政に功績があった者として、市川、久布白落実、奥むめおが表彰された（山川菊栄も選ばれていたが、山川は辞退した）。同日夕方、総理府賞勲局から市川に「勲章を授与したいが受けてくれるかどうか」と問い合わせがあった。市川は1963年（昭和38年）の閣議決定による勲章制度復活に反対の立場であり、「民主主義の今日、人間に等級をつけるなどとはとんでもないことだ」と考えていたため、即座に辞退すると答えた。その後、新聞記者を通じて、賞勲局が言っていた勲章は勲二等瑞宝章であったことが伝えられた。
1967年（昭和42年）2月25日、東京都知事選挙で社共統一候補の美濃部亮吉を応援するため、日本婦人有権者同盟会長の辞意を表明。2月28日付で辞職した。美濃部の選挙母体の「明るい革新都政をつくる会」の代表委員を務めた。
1968年（昭和43年）、「国際連合に日本人女性を送り出したい」と考え、当時、国際基督教大学講師を務めていた国際政治学者の緒方貞子に白羽の矢を立ててその年の国際連合総会日本代表団に加わるように緒方を説得して了承させた。これが契機となり緒方は国際連合の仕事に関わるようになった。
1971年（昭和46年）4月に行われた東京都知事選挙でも美濃部亮吉を応援。選挙公報に記された支持者一覧に名を連ねた。
同年7月の第9回参議院議員選挙の東京都選挙区（改選数4）で、自民党は候補者を元警視総監の原文兵衛ひとりに絞った。民社党はニュースキャスターとして知名度の高かった木島則夫を擁立。その結果、市川は6番目の得票数で落選した。
1972年（昭和47年）の沖縄返還密約問題に対しては、「情を通じ」という発表のみを重視し、日本社会党の土井たか子、佐々木静子、田中寿美子らとともに「蓮見さん問題を考える会」を結成した。
1974年（昭和49年）2月、「理想選挙推進市民の会」が参院選・東京都選挙区に向けて擁立した紀平悌子の推薦会が結成された。市川は大渡順二とともに同推薦会の代表者に就任した。青年組織「草の根運動で理想選挙を闘うグループ」はならばと、3月9日、市川を全国区から立候補させるためのパーティーを開催した。3月16日には5グループの青年代表13名の署名による申入書が市川に提出された。3月末、市川は高齢（当時81歳）を理由に辞退し、青年らに紀平の運動への協力を要請した。あきらめきれない一部の者は夜だけ使用できる事務所を渋谷に設け、呼び掛けのはがきを各方面に送った。熱意にほだされた大渡は青年らの仲間に加わり、扇谷正造、丸岡秀子、秋山ちえ子らと「市川房枝さんを勝手に推せんする青年グループ」をつくり、5月25日から29日にかけて、全国区立候補に必要な供託金60万円を集めるための一口1000円を募る趣意書を約850通発送した。5月28日夜、市川はついに全国区立候補を受諾し、翌29日、記者会見を開き正式に出馬表明した。即日、参院選に向けた組織「市川房枝さんを推薦する会」が結成された。代表者には菅直人、田上等、朝倉剛一の3人が就いた。菅は選挙事務長も務めた。
同年7月7日、第10回参議院議員通常選挙が執行され、市川は通算4期目の当選を果たした。東京都選挙区から立候補した紀平は7番目の得票数で落選した。
同年、三宅一生は、自らデザインした服を市川に贈った。ベージュと茶、黒を織り込んだロング丈のニットジャケットと黒いシャツを着た市川の姿は『アサヒグラフ』10月11日号の表紙を飾り話題となった（撮影は篠山紀信）。
1975年（昭和50年）11月22日、日本の女性団体、計41団体が共立講堂に集まり、「国際婦人年日本大会」を開催。市川はその実行委員長を務めた。同年12月1日には「国際婦人年日本大会の決議を実現するための連絡会」（現・国際婦人年連絡会）が結成され、こちらも市川が委員長を務めた。
社会問題化していた旧統一教会への反対運動にも協力し、1978年（昭和53年）に発足した「原理運動を憂慮する会」の呼びかけ人に名を連ねた。
1978年（昭和53年）春の叙勲にあたり、勲二等宝冠章授与を打診されたが、辞退した。
1979年（昭和54年）、市川は雑誌『クロワッサン』の読者の好きな「女の顔」の1位に選ばれ、7月10日発売号の表紙を飾った（86歳の写真と大正時代の写真の2枚）。2位の山口百恵の倍以上の得票を得て1位となった市川は「化粧は一度もしたことがないですねえ。風呂上り、肌がパサパサするので、クリームをつけるぐらいが化粧と言えば化粧ですか」と語った。
1980年（昭和55年）6月の第12回参議院議員通常選挙（衆参同日選挙）で、87歳の高齢にもかかわらず全国区でトップ当選を果たした。
1981年（昭和56年）1月16日、胸の苦しみを訴えて、東京都渋谷区の日本赤十字社医療センターに入院し療養していたが、同年2月11日7時13分、心筋梗塞のため、死去した。87歳没。墓所は冨士霊園。死去の2日後の2月13日、参議院本会議では市川へ議長から弔詞と永年在職議員表彰が行われ、その後、哀悼演説が同年2月27日の参議院本会議で、石本茂により行われた。また、同年に出身地愛知県尾西市の名誉市民となった（尾西市が一宮市と合併後は、一宮市での名誉市民となっている）。

### 死後
1981年（昭和56年）5月7日、ドキュメンタリー映画『八十七歳の青春 －市川房枝生涯を語る－』（監督・脚本：村山英治）が一般公開された。
1983年（昭和58年）10月、財団法人婦選会館は「財団法人市川房枝記念会」に改称した。
2000年（平成12年）に朝日新聞社が実施した、西暦1000年から1999年までの日本史の人物を対象にした「あなたが一番好きな政治リーダー」の読者投票において230票を獲得して9位にランクインされ、女性として唯一トップ10入りした。
日本婦人有権者同盟の活動は、参議院議員となった紀平悌子に受け継がれたが、会員の高齢化や減少に伴い2016年（平成28年）4月に解散した。
2023年（令和5年）3月25日、一宮市明地の生家跡地が「市川房枝生家跡記念広場」として整備された。市川の親族から約1200平方メートルの土地が寄贈され、約3千万円の費用も親族からの寄付でまかなわれた。
現在、国立国会図書館には、市川が1978年（昭和53年）に語った「政治談話録音」が収録されている。7時間に及ぶ長いもので、30年後の2008年（平成20年）に公開されるはずであったが、市川房枝記念会等の要望により期限前に公開された。現在、国立国会図書館にて、テープの視聴、および、テープから文字起こしをした「談話速記録」の閲覧、複写が可能である。

## 市川房枝記念会女性と政治センター
1983年（昭和58年）10月、財団法人婦選会館は「財団法人市川房枝記念会」に改称した。同年11月15日、婦選会館の増改築竣工式が行われた。建物2階には「市川房枝記念展示室」が設置された。
1986年（昭和61年）、縫田曄子が財団法人市川房枝記念会の理事長に就任。1993年（平成5年）6月1日、鍛冶千鶴子が理事長に就任。1999年（平成11年）、金平輝子が理事長に就任。2001年（平成13年）、元日本婦人有権者同盟会長の本尾良が理事長に就任。
市川房枝記念会が発行する月刊誌『婦人展望』は、2000年1月号から現在の誌名である『女性展望』となった（2014年5-6月号から月刊が隔月刊に変わった）。
2008年（平成20年）11月、自己資金約3600万円と全国からの寄付金約6000万円で、婦選会館の耐震補強・全面改修工事が完工した。
2009年（平成21年）11月、「財団法人市川房枝記念会」は「財団法人市川房枝記念会女性と政治センター」に改称した。
2013年（平成25年）4月1日に「公益財団法人市川房枝記念会女性と政治センター」に移行した。
2023年（令和5年）、菅野則子が公益財団法人市川房枝記念会女性と政治センターの理事長を退任。同年7月5日、弁護士の林陽子が同理事長に就任した。

## 関係者
- 菅直人

1974年の参議院選挙で市川の選挙事務長を務めた。1976年の第34回衆議院議員総選挙に無所属で出馬したが落選。後に江田三郎に誘われ社会市民連合へ参加。1980年の衆参同日選挙において、菅は旧東京7区から社会民主連合（社民連）公認で立候補し初当選した。同年の参議院全国区で無所属現職の市川を支援せず社民連公認の秦豊を支援した。
- 田上等

1974年の参院選で市川の選挙スタッフを務め、後に社民連国会議員候補となった。
- 河西信美

市川の元公設秘書の1人だったが、その後社会党狛江市議を4期務め、2001年に民主党都議会議員となり、自民党、公明党、民主党、生活者ネット、連合東京の推薦を得て、2004年の狛江市長選挙（同年6月20日投開票）に出馬したが、日本共産党推薦の現職矢野ゆたかに敗れた。
- 紀平悌子

市川の秘書を経て、1974年の参院選に東京都選挙区から「理想選挙推進市民の会」の推薦を得て立候補するも落選。1989年の参院選に熊本県選挙区から立候補して初当選した。

## 著書

### 単著
- 『戦時婦人読本』昭和書房、1943年。 NCID BN05932827。
- 婦人問題研究所 編『婦人界の動向』文松堂出版、1944年。 NCID BN05948463。
  - 改題 婦選会館出版部 編『戦後婦人界の動向 : 婦人の民主化を中心として』婦選会館出版部、1969年。 NCID BN00397533。[85][86]
- 大日本教育會 編『婦人公民教育問題』4号、印刷局〈公民教養叢書〉、1946年。 NCID BA32697998。
- 『新しき政治と婦人の課題』1号、印刷局〈公民叢書 / 社會教育聯合會編纂〉、1946年。 NCID BA6468255X。
- 『婦選運動回顧』第1集、婦人問題研究所〈婦人問題研究所パンフレット〉、1955年。 NCID BA63983029。
- 『全日本婦人議員大会議事録 : 婦人参政十周年記念』婦人参政十周年記念行事実行委員会残務整理委員会、1956年。 NCID BA66087193。
- 『婦人参政十周年記念行事実行委員会記録 : 附婦人参政関係資料』婦人参政十周年記念行事実行委員会残務整理委員会、1959年。 NCID BA91171768。
- 理想選挙普及会 編『37・7・1の参議院議員選挙の費用と37年の政党等の政治資金と会社の政治献金 : 市川房枝調査』理想選挙普及会、1965年。 NCID BB22486213。
- 『私の婦人運動』秋元書房、1972年。 NCID BN00604332。
- 『私の政治小論』秋元書房、1972年。 NCID BN01208330。
- 『市川房枝自伝 戦前編(明治26年5月-昭和20年8月)』新宿書房、1974年。 NCID BN01741011。再版1995年10月
- 『私の言いたいこと : 政治とくらしを考える』52号、ポプラ社〈ポプラ・ブックス〉、1976年。 NCID BN05865402。
- 『政治』 2巻、ドメス出版〈日本婦人問題資料集成〉、1977年。 NCID BN00620827。
- 『人権』 1巻、ドメス出版〈日本婦人問題資料集成〉、1978年。 NCID BN00873505。
- 『だいこんの花』1号、新宿書房〈市川房枝随想集〉、1979年。 NCID BN02226575。
- 『ストップ・ザ・汚職議員! : 市民運動の記録』新宿書房、1980年。 NCID BN04806725。
- 『野中の一本杉』2号、新宿書房〈市川房枝随想集〉、1981年。 NCID BN02226611。
- 『市川房枝の国会全発言集 : 参議院会議録より採録』市川房枝記念会出版部、1992年。 NCID BN08130479。
- 『私の國会報告』（復刻）市川房枝記念会出版部、1992年。 NCID BN08129946。 パンフレット「私の國会報告」 (昭和28年–昭和56年刊) の復刻版
- 『婦選 : 婦選獲得同盟機関誌』松尾尊兊; 兒玉勝子（解説）（復刻版）、不二出版、1992年。 NCID BN09295714。[注釈 9]
- 『市川房枝　私の履歴書ほか』「人間の記録」日本図書センター、1999年2月。新装復刊 	
  - 全6名での共著『私の履歴書 第13集』日本経済新聞社、1961年7月。元版
- 『市川房枝集』日本図書センター、1994年。 NCID BN11714161。

### 共著
- 鈴木安蔵、家永三郎、暉峻衆三、飯田清悦郎、樋口恵子、冠地俊生、内山正熊、松浦総三 ほか『占領と再生』 1巻、汐文社〈昭和の戦後史〉、1976年。 NCID BN01703690。
- 児玉勝子『婦人参政権運動小史』ドメス出版、1981年。 NCID BN00472989。
- HKW（制作・著作）『市川房枝と婦人参政権のあゆみ』大阪府男女共同参画推進財団〈Women pioneers 女性先駆者たち 3〉、2011年。 NCID BB06375754。
  - DVD。出演 - 市川房枝、縫田曄子、制作協力 - 林葉子、インタビュー収録 - 1975年